# هنکایوکی
هُنْکایوکی (به فنلاندی: Honkajoki) یک منطقهٔ مسکونی در فنلاند است که در ساتاکونتا واقع شده‌است. هنکایوکی ۳۳۳٫۱۳ کیلومتر مربع مساحت و ۱٬۵۹۵ نفر جمعیت دارد.